# 주아일랜드 대한민국 대사관
주아일랜드 대한민국 대사관(영어: Embassy of the Republic of Korea in Ireland)은 1987년 아일랜드 더블린에 개설된 대한민국 외교부 소속의 대사관이다.

## 역사
대한민국은 1983년 10월 4일 아일랜드와 수교했고, 1987년 7월 10일 더블린에 대사관을 개설했고, 2년 뒤인 1989년 9월 2일 서울에 주한 아일랜드 대사관을 설치했다. 아일랜드는 1970년대 초반까지 유럽에서 경제적으로 가장 낙후된 나라였다. 그러나 1973년 유럽 연합(EU) 가입 이래 개방 경제 체제를 도입하면서 외국인 투자를 적극 유치, 높은 경제성장률을 달성하면서 켈틱 타이거(Celtic Tiger)라는 별명을 얻었다. 2008년 세계 금융 위기 이후 재정적자 누적으로 어려움을 겪고 있다. 2008년 대한민국과의 교역 규모가 15억 달러에 이를 정도로 양국 간 경제 협력은 활발하다.
양국은 1989년 7월 12일 비자면제협정에 이어, 1990년 7월 18일 이중과세 방지협정, 1994년 4월 15일 경제, 산업, 과학 및 기술 협력 협정, 2007년 10월 31일 사회 보장 협정을 차례로 체결했다. 1999년 1월 25일에는 운전면허 상호 인정에 관한 서한을 교환했다.

## 같이 보기
- 주한 아일랜드 대사관
- 대한민국의 재외공관 목록
- 아일랜드 주재 외국공관 목록
- 대한민국-아일랜드 관계